# Ferulago setifolia
Ferulago setifolia är en flockblommig växtart som beskrevs av Karl Heinrich Koch. Ferulago setifolia ingår i släktet Ferulago och familjen flockblommiga växter. Inga underarter finns listade i Catalogue of Life.